# Obsesivno-kompulzivna motnja
Obsesivno-kompulzivna motnja (OKM ali OCD) je duševna in vedenjska motnja, v okviru katere oseba velikokrat doživlja določene prisiljene misli (tako imenovane obsesije) in/ali čuti potrebo po večkratnem izvajanju določenih rutinskih postopkov (tako imenovanih kompulzij). Zaradi motnje bolnik čuti stisko in s težavo preživlja vsakdanje življenje. Oboleli ne zmore nadzirati tovrstnih misli ali dejanj za več kot kratek čas. Med pogoste kompulzije spadajo pretirano umivanje rok, preštevanje stvari in preverjanje, ali so vrata zaklenjena. Neprestano in dolgotrajno (včasih celo več kot eno uro na dan) izvajanje omenjenih aktivnosti negativno vpliva na človekovo vsakdanje življenje. Večina odraslih z OKM se zaveda, da tovrstna vedenja niso smiselna. Stanje se povezuje s trzaji (tiki), anksioznostno motnjo in zvišano verjetnostjo za samomor.
Vzrok za pojav OKM je neznan. Predvideva se, da so vključene določene genetske komponente, saj motnja v večji meri vpliva na enojajčna kot na dvojajčna dvojčka. Med dejavnike tveganja spadajo tudi zgodovina zlorabe otrok in drugih stres povzročajočih dogodkov. Nekateri primeri OKM naj bi se pojavili po okužbah. Diagnoza OKM temelji na simptomih. Za analiziranje intenzitete obsesivno-kompulzivne motnje se v praksi uporabljajo mnoge različne lestvice. Druge motnje s podobnimi simptomi so anksioznostna motnja, velika depresivna motnja, motnje hranjenja, tiki in obsesivno-kompulzivna osebnostna motnja (OKOM).
Zdravljenje navadno vključuje psihoterapijo, kot je kognitivna vedenjska terapija (CBT), antidepresive, kot so selektivni zaviralci ponovnega privzema serotonina (SSRI), in triciklični antidepresiv klomipramin. V okviru kognitivne vedenjske terapije se obolelega z OKM navadno izpostavlja njegovim strahovom in obsesijam, medtem ko mu je onemogočeno izvajanje kompulzij, ki običajno spremljajo obsesije. Klomipramin naj bi bil podobno učinkovit kot SSRI, a ima intenzivnejše neželene učinke in se zatorej uporablja drugotno. Atipični antipsihotiki (antipsihotiki druge generacije) so uporabni predvsem kot dopolnitev zdravljenja s SSRI pri nekaterih težavnejših primerih, a je z njimi povezano večje tveganje neželenih učinkov. Brez zdravljenja lahko stanje traja več desetletij.
Obsesivno-kompulzivna motnja vpliva na približno 2,3% ljudi v neki točki njihovega življenja. Ni običajno, da bi se simptomi začeli po starosti dopolnjenih 35 let; več kot polovica ljudi razvije težave pred starostjo 20 let. Razmerje med obolelimi moškimi in ženskami je približno enako. OKM je razširjen po celotnem svetu. Fraza obsesivno–kompulziven se v družbi občasno uporablja nepovezano z OKM za opisovanje nekoga, ki je perfekcionističen, natančen, vztrajen ipd.

## Znaki in simptomi

### Obsesije
Obsesije so misli, ki se pojavljajo kljub naporom posameznika, da bi jih ignoriral. Oboleli z OKM pogosto opravljajo določena opravila, oziroma tako imenovane kompulzije, s pomočjo katerih se lahko razbremenijo z obsesijami povezane tesnobe. Med posamezniki z OKM se pojavljajo raznolike obsesije, ki variirajo tudi v svoji intenziteti. Hujše obsesije so pogosto povezane s ponavljajočimi se vsiljenimi mislimi o smrti družinskega člana ali dobrega prijatelja. Druge obsesije zadevajo možnost, da bo nekdo ali nekaj (nek človek, Bog, Satan ali bolezen) škodovalo ljudem ali stvarem, za katere je bolniku mar.
Nekateri ljudje z OKM doživljajo seksualne obsesije, ki pogosto vključujejo prisiljene misli ali slike poljubljanja, dotikanja, ljubkovanja, oralnega in analnega spolnega odnosa, spolnega akta, incesta in posilstva. V tovrstne obsesije so lahko vključeni popolni neznanci, pa tudi znanci, starši, otroci, družinski člani, prijatelji, sodelavci, živali in verske osebnosti. V obsesijah gre lahko za bodisi heteroseksualno bodisi homoseksualno prakso, pri čemer starost ni ovira. Občasne vsiljene misli neprijetnih stvari (med drugim tudi seksualne vsebine) so normalna stvar vsakega človeka; oboleli z OKM pa tovrstnim mišljenjem dajejo velik pomen. Primer so obsesivni strahovi, povezani s spolno orientacijo, ki se lahko pri bolniku z OKM pojavijo kot kriza spolne identitete. Nadalje dvomi, ki spremljajo OKM, pogosto vodijo v negotovost, saj posameznik pretehtava, ali naj reagira glede na zaskrbljujoče misli. Posledično se velikokrat pojavi tudi samokriticizem in sovraštvo do samega sebe.
Večina posameznikov z OKM sicer razume, da so tovrstne misli nerealne: kljub temu pa čutijo dolžnost, da ravnajo, kot da so vsa ta razmišljanja pravilna. Takšen primer je denimo oseba, ki prakticira kompulzivno kopičenje stvari, in čuti, da je treba anorgansko materijo obravnavati, kot da ima pravice živih organizmov, medtem ko se isti posameznik na bolj intelektualni ravni zaveda, da je tovrstno vedenje popolnoma iracionalno.
Obsesivno-kompulzivna motnja se občasno pojavlja brez kompulzij. Tovrstni tip OKM je po nekaterih ocenah prisoten pri 50–60% primerih.

### Kompulzije
Nekateri oboleli z OKM izvajajo kompulzivne rituale – kompulzije, saj čutijo močno potrebo po takšnih aktivnostih. Drugi kompulzije prakticirajo, da bi ublažili tesnobnost, ki je posledica obsesij. Takšni ljudje pogosto mislijo, da bo izvajanje kompulzij bodisi preprečilo nek neljub dogodek bodisi zavrlo vnovično pojavljanje neprijetnih obsesivnih misli. Na obsesivno-kompulzivni spekter spadajo denimo dermatilomanija (trganje, praskanje kože), trihotilomanija (puljenje las) in grizenje nohtov. Delež tistih, pri katerih se pojavljajo takšne kompulzije, se sicer zaveda, da je njihovo vedenje nesmiselno, a vseeno čutijo močno potrebo po izvajanju kompulzij, s pomočjo katerih bi se lahko izognili tesnobnosti in občutkom panike.
Med pogoste kompulzije spadajo umivanje rok, čiščenje, preverjanje stvari (kot so ključavnice na vratih), ponavljanje nekih vedenjskih vzorcev (prižiganje in ugašanje stikal), urejanje predmetov na določen način in prošenje za pomiritev. Kompulzije se razlikujejo od trzajev ali tikov (kot so dotikanje, tapkanje, drgnjenje ali mežikanje) in stereotipnih gibanj (kot so udarjanje z glavo, zibanje telesa, grizenje samega sebe), ki so navadno manj zapleteni in niso povezani z obsesijami. Občasno je razlikovanje med kompulzijami in kompleksnimi trzaji težavno. Pri 10–40% obolelih z OKM so prisotni tudi tiki, ki trajajo vse življenje.
Ljudje se na kompulzije zanašajo, da bi se izognili obsesivnim mislim; kljub temu se zavedajo, da je olajšanje zgolj začasno in se bodo vsiljene misli že kmalu vrnile. Nekateri bolniki se kompulzij poslužujejo, da bi se z njihovo pomočjo izognili situacijam, ki lahko sprožijo obsesije. Četudi nekateri ljudje večkrat ponavljajo določene aktivnosti, ni nujno, da jih izvajajo kompulzivno. Na primer, priprava na spanje, učenje nove spretnosti in verske aktivnosti niso kompulzije. Ali je neko dejanje kompulzija ali zgolj navada, je v veliki meri odvisno od konteksta, v katerem se aktivnost izvaja. Takšen primer je poklic knjižničarja, pri katerem je normalno, da bo oseba 8 ur na dan razporejala knjige, medtem ko je abnormalno, da bi isto stvar delala druga oseba. Z drugimi besedami, navada naredi posameznikovo življenje učinkovitejše, medem ko so kompulzije vselej moteči faktor.
Poleg doživljanja tesnobnosti in straha, ki navadno spremljata OKM, lahko bolniki več ur dnevno preživijo ob izvajanju kompulzivnih ritualov. V takšnih primerih postane za posameznika težko opravljati službene, družinske in družbene vloge. V nekaterih primerih lahko kompulzivna vedenja vodijo v fizične posledice. Rdeča in suha koža z dermatitisom je pogosta posledica kompulzij, pri katerih si oboleli obsesivno umiva svoje roke z antibakterijskimi mili in vročo vodo.
Ljudje z OKM lahko za upravičevanje svojega vedenja uporabljajo različne racionalizacije. Primer je argument človeka, ki kompulzivno preverja vhodna vrata in trdi, da je bolje vložiti nekaj časa v preverjanje ključavnice, četudi to povzroči določeno količino stresa, kajti možnost ropa je veliko hujša. V praksi se pogosto zgodi, da po enkratnem preverjanju ključavnice posameznik še vedno ni popolnoma prepričan in gre vrata vnovič preverit, takšno vedenje se lahko nato nadaljuje še dolgo.
V okviru kognitivne vedenjske terapije (CBT) se pacientom odredi, da se naj poskušajo prisiljenih misli znebiti tako, da ne izvajajo kompulzij. Naučeni so, da izvajanje ritualnih kompulzij dela OKM močnejši, medtem ko neizvajanje vodi v šibkejšo motnjo.

### Otroci
Približno 1–2 % otrok zboli z OKM. Simptomi obsesivno-kompulzivne motnje se pogosteje razvijejo pri otrocih starosti 10–14 let, pri čemer se simptomi pri dečkih pojavijo hitreje in so resnejši.

### Povezana stanja
Ljudje z OKM imajo pogosto razna povezana stanja, kot so obsesivno-kompulzivna osebnostna motnja, velika depresivna motnja, bipolarna motnja, anoreksija nervoza, bulimija nervoza, avtizem, bolezen tikov (Tourettov sindrom), motnja aktivnosti in pozornosti (ADHD), dermatilomanija, dismorfna telesna motnja, trihotilomanija itn. Več kot 50% ljudi z OKM doživlja samomorilna nagnjenja in 15% je že poskusilo izvesti samomor. Depresija, anksioznost in poprejšnji poskusi samomora višajo možnost za ponovni poskus v prihodnosti.
Hudi simptomi OKM so pogosto povezani z nespečnostjo in pogostim prebujanjem. Pri ljudeh z OKM sta bili opaženi zmanjšani količina in kvaliteta spanja, hkrati so bolniki ponoči težje zaspali in se zjutraj s težavo vstali.
Nekatere raziskave so pokazale povezavo med odvisnostjo od psihoaktivnih drog in obsesivno-kompulzivno motnjo. Znano je, da obstaja večja verjetnost zlorabe mamil pri tistih z anksioznostno motnjo (najverjetneje kot način spoprijemanja z zvišanimi ravnmi tesnobnosti). Pri posameznikih z OKM poleg tega mamila pogosto služijo kot tip kompulzivnega vedenja in ne samo kot sredstvo olajšanja. Med obolelimi z OKM se pogosto pojavlja depresija. Raziskovalci Mineka, Watson in Clark (1998) menijo, da so visoke ravni depresije med posamezniki z obsesivno-kompulzivno motnjo posledica slabega počutja zaradi nesposobnosti obvladovanja lastnega vedenja in razmišljanja.
Določeni posamezniki, ki sicer izražajo znake OKM, niso nujno oboleli z obsesivno-kompulzivno motnjo. Vedenja, ki se kažejo kot obsesivna ali kompulzivna, je moč najti pri številnih drugih medicinskih stanjih; vključujoč obsesivno-kompulzivno motnjo osebnosti, avtizem, motnjo aktivnosti in pozornosti, posttravmatski sindrom in druge, pa tudi pri nekliničnih osebah. OKM se velikokrat pojavlja komorbidno (soobolevno) z bipolarno motnjo in veliko depresivno motnjo. Med 60 in 80% vseh z OKM v življenju doživi epizodo velike depresivne motnje. Približno 9–35% obolelih z bipolarno motnjo ima tudi OKM; v primerjavi z 1–2% v splošni populaciji. Okoli 50% vseh z OKM ima določene ciklotimične lastnosti ali doživi hipomanično epizodo. OKM se pogosto povezuje z raznimi tipi anksioznostne motnje. Stopnja soobolevnosti za OKM in ADHD naj bi bila kar 51%.

## Vzroki
Vzrok je neznan. Vlogo v razvoju OKM naj bi igrali tako okoljski kot tudi genetski faktorji. Med dejavnike tveganja prav tako spadajo zgodovina zlorabe otrok in drugi stres povzročajoči dogodki.

### Z zdravili povzročen OKM
Večje število zdravil naj bi povzročilo oziroma vzpodbudilo razvoj OKM pri bolnikih brez poprejšnjih simptomov. Atipični antipsihotiki (antipsihotiki druge generacije), kot je na primer olanzapin (znan kot Zyprexa), naj bi pri bolnikih vzpodbudili razvoj OKM de novo.

### Genetika
S pojavom in razvojem OKM naj bi bile povezane določene genetske komponente, saj motnja v večji meri vpliva na enojajčne (identične) kot na dvojajčne (neidentične) dvojčke. Nadalje je za obolele z OKM verjetneje, da njihovi bližnji družinski člani izkazujejo enake motnje kot pa pripadniki kontrolne skupine. V primerih, kjer se OKM razvije že v otroštvu, je verjetnejša družinska povezava kot pri OKM, ki se pojavi komaj v odrasli dobi. Na splošno genetski faktorji predstavljajo 45–65% variabilnosti simptomov OKM pri otrocih, diagnosticiranih z motnjo. Študija iz leta 2007 je pokazala, da obstaja verjetnost podedovanega tveganja za razvoj OKM.
Nekateri evolucijski psihologi menijo, da naj bi zmerne oblike kompulzivnega vedenja nekoč imele evolucijsko prednost. Koristna primera naj bi bila denimo neprestano preverjanje higiene in oprezanje za sovražniki v bližini.

### Avtoimunost
Postavljena je bila kontroverzna hipoteza, da lahko v nekaterih primerih buren pojav OKM pri otrocih in mladostnikih povzroči sindrom, povezan s streptokoknimi okužbami skupine A, znanimi pod imenom pediatrična avtoimunska nevropsihiatrična motnja, povezana s streptokoknimi okužbami (PANDAS). OKM in trzaji naj bi se po predvidevanjih nekaterih strokovnjakov pri otrocih pojavili kot posledica post-streptokokalnih avtoimunskih procesov. Hipoteza PANDAS ni preverjena in v dovoljšni meri podprta s podatki, zato so določeni raziskovalci predlagali dve novi kategoriji: PANS (pediatrični akutni nevropsihiatrični sindrom) in CANS (otroški akutni nevropsihiatrični sindrom). Tako PANDAS kot tudi PANS in CANS so deležni številnih kliničnih in laboratorijskih raziskav, a še vedno ostajajo v večji meri nepodprti. Razpravlja se tudi o tem, da je PANDAS morda svojstveno stanje, ki se razlikuje od OKM in tikov.

## Zdravljenje
Za zdravljenje OKM se v prvi vrsti uporabljajo oblika psihoterapije, imenovana kognitivna vedenjska terapija (CBT), in psihotropična zdravila. Druge oblike psihoterapije, kot sta psihodinamika in psihoanaliza, so lahko koristne pri nadziranju določenih aspektov motnje, a za potrditev njihove učinkovitosti ni dovolj kontroliranih študij.

### Terapije
Posebna tehnika, ki se uporablja v okviru CBT, se imenuje izpostavljanje s preprečevanjem odziva (ERP). Gre za strategijo zdravljenja, kjer se obolelega uči, da prostovoljno prihaja v stik s situacijami, ki navadno sprožijo obsesivna razmišljanja in strahove ("izpostavljanje"), medtem ko bolnik ne sme izvesti tipične, s to obsesijo povezane kompulzije ("preprečevanje odziva"). Na tak način se posameznik nauči toleriranja neprijetnih in tesnobnih občutkov, ki so povezani z neizvajanjem ritualističnega vedenja. ERP se začne z blažjimi primeri; denimo dotikom blago "okužene" stvari (npr. robca, ki so se ga dotaknili z drugim robcem, slednji pa je bil v stiku s konico zobotrebca, ki se je dotaknila knjige, izvirajoče iz "okužene" lokacije, kot je denimo šola). Opisan primer je "izpostavljanje" bolnika, medtem ko "preprečevanje odziva" predstavlja neumivanje po dotiku. Drug tak primer je zapuščanje hiše, pri čemer oboleli ključavnico preveri le enkrat ("izpostavljanje"), nakar se ne vrne več nazaj in znova preveri vrat ("preprečevanje odziva"). Oseba se na takšen način učenja precej hitro habituira in hkrati ugotavlja, da se ob tem začnejo zniževati tudi ravni anksioznosti. Sčasoma lahko bolnik izpostavljenost stopnjuje (se dotakne česa še bolj "okuženega" ali sploh ne preveri vrat ob izhodu iz hiše) in ob tem ne izvaja tipičnih kompulzij.
ERP podpira veliko raziskav in mnogi menijo, da naj bi bila najučinkovitejša tehnika za OKM. Kljub temu ima metoda nekaj kritikov, ki so skeptični glede kvalitete določenih študij, ki podpirajo ERP. Strokovnjaki v glavnem menijo, da je kombinacija psihoterapije in psihiatričnih zdravil bolj učinkovita kot pa obe možnosti sami.

### Zdravila
Za zdravljenje OKM se najpogosteje uporablja selektivne zaviralce ponovnega privzema serotonina (SSRI). Klomipramin, zdravilo, ki spada v razred tricikličnih antidepresivov, je podobno učinkovit, a ima višjo stopnjo stranskih učinkov.
SSRI so drugi v vrsti za zdravljenje odrasle različice OKM z razmeroma blagimi simptomi in prvi v vrsti pri stanjih s hujšimi znaki. Učinkovitost SSRI pri zdravljenju OKM je podprta s študijami; ena izmed njih je pokazala, da se ljudje na zdravljenje s SSRI odzivajo dvakrat bolj kot na zdravljenje s placebom. Učinkovitost so strokovnjaki prikazali tako na krajše obdobje (6–24 tednov) kot tudi dolgoročno (28–52 tednov).
Za zdravljenje OKM, na katerega SSRI nimajo dovoljšnega vpliva, se priporočajo antipsihotiki. Učinkovit naj bi bil risperidon, medtem ko za delovanje olanzapina primanjkuje dokazov. Kvetiapin naj ne bi bil boljši od placeba (nekateri zagovarjajo njegovo uporabo ob obravnavanju na zdravljenje odpornega OKM s SSRI). Uporabo olanzapina in kvetiapina omejuje predvsem pomanjkanje študij. Leta 2014 so ugotovili, da naj bi bil aripiprazol učinkovit na krajši rok. Atipični antipsihotiki na splošno niso učinkoviti kot sredstva monoterapije (zdravljenja z zgolj enim zdravilom). Druga preiskava je poročala, da ni dokazov, ki bi podpirali uporabo antipsihotikov prve generacije (klasičnih antipsihotikov) pri zdravljenju OKM.

### Drugi postopki
Elektrokonvulzivna terapija (ECT) naj bi bila izkazala učinkovitost pri nekaterih hujših neodzivnih primerih OKM. Za zdravljenje se ponekod uporablja tudi kirurgija, pri čemer gre vselej za bolnike, na katere drugi načini zdravljenja ne vplivajo. Med postopkom se na določenem predelu možganov (cingulatni korteks) naredi kirurško lezijo. Po podatkih ene izmed študij naj bi 30% tako zdravljenih bolnikov po posegu doseglo izboljšanje. Globoka možganska stimulacija in stimulacija vagusnega živca spadata med kirurške posege, pri katerih ni potrebno uničiti določene količine možganskega tkiva.

## Epidemiologija
Obsesivno-kompulzivna motnja vpliva na približno 2,3% ljudi na neki točki njihovega življenja, pri čemer je letna stopnja nekje 1,2%. OKM se pojavlja po vsem svetu. Načeloma je neobičajno, da bi se simptomi pojavili po dopolnjenem 35. letu in več kot 50% ljudi razvije probleme pred starostjo 20 let. OKM vpliva na moške in ženske v podobnem razmerju.

## Prognoza
OKM posamezniku znižuje kvaliteto življenja. Četudi psihološka in farmakološka pomoč lahko vodita v zmanjšanje simptomov OKM in zvišata kvaliteto življenja, zmerni simptomi pogosto vztrajajo še naprej, obdobja brez kakršnih koli znakov OKM pa so redka. Pri pediatričnem OKM ima približno 40% obolelih obsesivno-kompulzivno motnjo tudi v odraslosti in okoli 40% doseže remisijo.